# 第46步兵旅 (联合王国)
第46步兵旅是英国陆军在两次世界大战期间组建的步兵旅，属于第15（苏格兰）步兵师作战序列。

## 第一次世界大战期间
战争爆发后不久该部队即被组建，番号为第46步兵旅，作为基奇纳新军的一部分，跟随英国陆军第15（苏格兰）师开赴西线战场。

### 战斗序列
以下单位均从属于该步兵旅之作战序列：
- 第七营（征召），英王直属苏格兰边民团 （至1916年5月）
- 第八营（征召），英王直属苏格兰边民团 （至1916年5月）
- 第十营（征召）, 苏格兰（卡梅隆派）步兵团
- 第十二营（征召）, 高地轻步兵团 （1918年2月移除）
- 一线四营，萨福克步兵团（1915年11月至1916年2月）
- 一线四营(罗斯高地) , 西福士高地步兵团 （1915年11月至1916年1月）
- 第七/八（征召）营，英王直属苏格兰边民团 （自1916年5月起）
- 第四十六机枪连, 机枪军团（1916年2月11日组建，1918年3月17日调往机枪军团第十五营）
- 第十/十一（征召）营，高地轻步兵团（自1916年5月至1918年2月）
- 第四十六迫击炮连（1916年5月组建）
- 第九营（征召）, 黑卫士兵团 （皇家高地步兵） （1918年2月至5月）
- 第四/五营，黑卫士兵团 （皇家高地步兵）
- 一线九营（高地步兵）, 皇家苏格兰步兵团（洛锡安） （自1918年6月）

## 第二次世界大战期间
该旅在1939年8月底，作为英国乡土军的二线部队重建，仍为第46步兵旅。 在组织架构上仍属于第15（苏格兰）步兵师,也即第52（低地）步兵师。该步兵旅本身作为第157步兵旅的二线部队, 由格拉斯哥高地步兵团第二营，高地轻步兵团（HLI）第十营和第十一营组成。 战争期间来自高地轻步兵团的两个营开赴他处并由抽调自其它部队的苏格兰营替补。

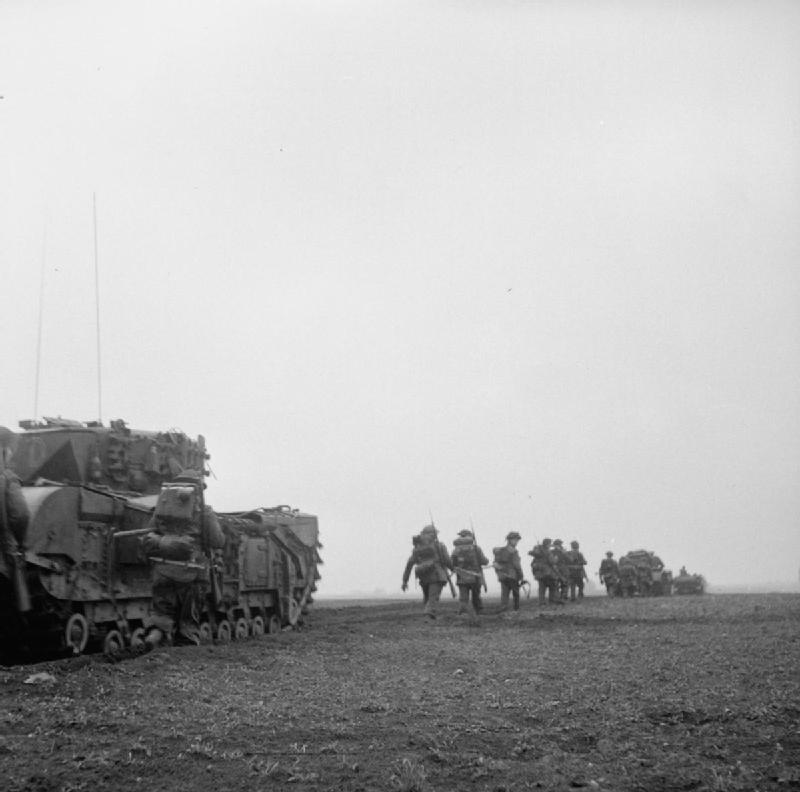
来自冷溪卫队第6近卫坦克旅第四装甲营的丘吉尔步兵坦克与格拉斯哥高地步兵团第二营的步兵共同向齐格菲防线发起进，摄于1945年2月8日。

该步兵旅在战争的大多数时期都在本土训练。1944年6月13日，该旅横渡英吉利海峡，参与霸王行动的一环——埃普索姆行动。诺曼底一役之后，亦参与第二次奥东河战役，蓝衣行动，攻向莱茵。之后，在真实行动和战利品行动中亦发挥作用。

### 战斗序列
以下单位均从属于该步兵旅之作战序列：
- 第十营，高地轻步兵团（至1941年11月1日）
- 第十一营，高地轻步兵团（至1941年11月19日）
- 第二营，格拉斯哥高地步兵团
- 第七营，西福士高地步兵团（自1941年11月15日）
- 第七营，女王直属卡梅伦高地步兵团（自1941年11月18日至1943年3月23日，随后改组为第五（苏格兰）伞兵营）
- 第四营，女王直属卡梅伦高地步兵团 （自1942年3月24日至1942年11月16日）
- 第十营，黑卫士兵团 （皇家高地步兵） （1943年11月19日至1942年12月27日）
- 第九营，苏格兰（卡梅隆派）步兵团 （自1942年12月28日）

Template:British infantry brigades of the Second World War
1. ↑  . The Long Long Trail.   [30 January 2012]. （原始内容存档于2016-05-18）.